# Campeonato Sul-Americano de Atletismo Sub-23 de 2016 - Resultados
Esses foram os resultados do Campeonato Sul-Americano de Atletismo Sub-23 de 2016, que ocorreram de 23 a 25 de setembro de 2016, na Villa Deportiva Nacional, em Lima, no Peru. 

## Resultado masculino

### 100 metros
| Posição | Bateria | Atleta                | Nacionalidade | Tempo | Notas |
| ------- | ------- | --------------------- | ------------- | ----- | ----- |
| 1       | 2       | Rodrigo do Nascimento | Brasil        | 10.71 | Q     |
| 2       | 1       | Ricardo de Souza      | Brasil        | 10.73 | Q     |
| 3       | 2       | Jhonny Rentería       | Colômbia      | 10.74 | Q     |
| 4       | 1       | Deivi Díaz            | Colômbia      | 10.81 | Q     |
| 5       | 2       | Carlos Perlaza        | Equador       | 10.92 | Q     |
| 6       | 1       | Fredy Maidana         | Paraguai      | 10.97 | Q     |
| 7       | 1       | Leonel Carrizo        | Argentina     | 11.08 | q     |
| 8       | 2       | Christopher Ortiz     | Paraguai      | 11.12 | q     |
| 9       | 2       | Marlon de León        | Equador       | 11.31 |       |
| 10      | 1       | Jesús Gonzáles        | Peru          | 11.45 |       |
| 11      | 1       | Frank Sanchez         | Peru          | 11.51 |       |

| Posição           | Atleta                | Nacionalidade | Tempo | Notas                 |
| ----------------- | --------------------- | ------------- | ----- | --------------------- |
| Medalha de ouro   | Rodrigo do Nascimento | Brasil        | 10.21 | Recorde do campeonato |
| Medalha de prata  | Jhonny Rentería       | Colômbia      | 10.41 |                       |
| Medalha de bronze | Ricardo de Souza      | Brasil        | 10.47 |                       |
| 4                 | Deivi Díaz            | Colômbia      | 10.57 |                       |
| 5                 | Carlos Perlaza        | Equador       | 10.67 |                       |
| 6                 | Fredy Maidana         | Paraguai      | 10.86 |                       |
| 7                 | Leonel Carrizo        | Argentina     | 10.95 |                       |
| 8                 | Christopher Ortiz     | Paraguai      | 11.04 |                       |

### 200 metros
| Posição | Bateria | Atleta                | Nacionalidade | Tempo | Notas |
| ------- | ------- | --------------------- | ------------- | ----- | ----- |
| 1       | 1       | Rodrigo do Nascimento | Brasil        | 21.55 | Q     |
| 2       | 2       | Fredy Maidana         | Paraguai      | 21.71 | Q     |
| 3       | 2       | Gabriel Constantino   | Brasil        | 21.78 | Q     |
| 4       | 2       | Carlos Perlaza        | Equador       | 21.82 | Q     |
| 5       | 1       | Daniel Londero        | Argentina     | 21.98 | Q     |
| 6       | 1       | Sergio Aldea          | Chile         | 22.01 | Q     |
| 7       | 1       | Josué Congo           | Equador       | 22.29 | q     |
| 8       | 2       | Jhonatan Grandez      | Peru          | 22.33 | q     |
| 9       | 2       | Christopher Ortiz     | Paraguai      | 22.55 |       |
| 10      | 1       | Mauricio Garrido      | Peru          | 22.68 |       |

| Posição           | Atleta                | Nacionalidade | Tempo | Notas |
| ----------------- | --------------------- | ------------- | ----- | ----- |
| Medalha de ouro   | Rodrigo do Nascimento | Brasil        | 21.20 |       |
| Medalha de prata  | Fredy Maidana         | Paraguai      | 21.36 |       |
| Medalha de bronze | Gabriel Constantino   | Brasil        | 21.42 |       |
| 4                 | Carlos Perlaza        | Equador       | 21.79 |       |
| 5                 | Daniel Londero        | Argentina     | 21.93 |       |
| 6                 | Sergio Aldea          | Chile         | 22.07 |       |
| 7                 | Jhonatan Grandez      | Peru          | 22.49 |       |
| 8                 | Josué Congo           | Equador       | DNS   |       |

### 400 metros
24 de setembro
| Posição           | Atleta          | Nacionalidade | Tempo | Notas |
| ----------------- | --------------- | ------------- | ----- | ----- |
| Medalha de ouro   | Alexander Russo | Brasil        | 47.07 |       |
| Medalha de prata  | Sergio Aldea    | Chile         | 47.74 |       |
| Medalha de bronze | Josué Congo     | Equador       | 48.09 |       |
| 4                 | Paulo Herrera   | Peru          | 49.24 |       |
| 5                 | Fernando Copa   | Bolívia       | 49.39 |       |
| 6                 | Luis Iriarte    | Peru          | 49.43 |       |
| 7                 | Rafael Muñoz    | Chile         | 50.16 |       |
| 8                 | Steeven Medina  | Equador       | 52.03 |       |

### 800 metros
24 de setembro
| Posição           | Atleta                | Nacionalidade | Tempo   | Notas |
| ----------------- | --------------------- | ------------- | ------- | ----- |
| Medalha de ouro   | Leandro Paris         | Argentina     | 1:48.31 |       |
| Medalha de prata  | Yelssin Robledo       | Colômbia      | 1:48.85 |       |
| Medalha de bronze | Cristhian Castro      | Peru          | 1:51.88 |       |
| 4                 | Carlos Maturana       | Chile         | 1:52.06 |       |
| 5                 | Jean Jácome           | Equador       | 1:52.60 |       |
| 6                 | Cristofer Jarpa       | Chile         | 1:53.31 |       |
| 7                 | Wellerson Falcão Vivi | Brasil        | 1:53.36 |       |
| 8                 | Giovanni Villalba     | Paraguai      | 1:53.89 |       |
| 9                 | Andy Cedeño           | Equador       | 1:54.54 |       |
| 10 !              | Mateo Rossetto        | Argentina     | DNS     |       |

### 1.500 metros
23 de setembro
| Posição           | Atleta                | Nacionalidade | Tempo   | Notas |
| ----------------- | --------------------- | ------------- | ------- | ----- |
| Medalha de ouro   | Rafael Vicente Loza   | Equador       | 3:56.37 |       |
| Medalha de prata  | Carlos Maturana       | Chile         | 3:56.66 |       |
| Medalha de bronze | Wellerson Falcão Vivi | Brasil        | 3:56.84 |       |
| 4                 | Gerson Montes de Oca  | Equador       | 3:59.79 |       |
| 5                 | Zendio Daza           | Peru          | 3:59.97 |       |
| 6                 | Moises Huillca        | Peru          | 4:01.40 |       |
| 7                 | Cristopher Jarpa      | Chile         | 4:07.29 |       |

### 5.000 metros
25 de setembro
| Posição           | Atleta                | Nacionalidade | Tempo    | Notas |
| ----------------- | --------------------- | ------------- | -------- | ----- |
| Medalha de ouro   | Daniel do Nascimento  | Brasil        | 14:27.78 |       |
| Medalha de prata  | Walter Ñaupa          | Peru          | 14:28.06 |       |
| Medalha de bronze | Yuri Labra            | Peru          | 14:29.81 |       |
| 4                 | Vidal Basco           | Bolívia       | 14:41.92 |       |
| 5                 | Rafael Vicente Loza   | Equador       | 14:43.20 |       |
| 6                 | Gerson Montes De Oca  | Equador       | 14:45.13 |       |
| 7                 | Eulalio Muñoz         | Argentina     | 14:50.27 |       |
| 8                 | Felipe Lizana         | Chile         | 14:50.85 |       |
| 9                 | Willington Valenzuela | Chile         | 15:21.23 |       |
| 10 !              | Douglas Nascimento    | Brasil        | DNS      |       |

### 10.000 metros
23 de setembro
| Posição           | Atleta                | Nacionalidade | Tempo    | Notas |
| ----------------- | --------------------- | ------------- | -------- | ----- |
| Medalha de ouro   | Jhordan Ccope         | Peru          | 30:01.18 |       |
| Medalha de prata  | Mauricio Díaz         | Peru          | 30:01.58 |       |
| Medalha de bronze | Vidal Basco           | Bolívia       | 30:05.63 |       |
| 4                 | Juan Carlos Huiza     | Bolívia       | 30:18.26 |       |
| 5                 | Eulalio Muñoz         | Argentina     | 31:15.19 |       |
| 6                 | Felipe Lizana         | Chile         | 31:25.64 |       |
| 7                 | Fernando Moreno       | Equador       | 31:42.16 |       |
| 8                 | Felipe de Miranda     | Brasil        | 32:00.93 |       |
| 9                 | Willington Valenzuela | Chile         | 32:14.07 |       |
| 10                | Brayan Revelo         | Equador       | 32:22.16 |       |

### 110 metros barreiras
24 de setembro
Vento: +0.4 m/s
| Posição           | Atleta              | Nacionalidade | Tempo | Notas |
| ----------------- | ------------------- | ------------- | ----- | ----- |
| Medalha de ouro   | Gabriel Constantino | Brasil        | 14.10 |       |
| Medalha de prata  | Juan Carlos Moreno  | Colômbia      | 14.10 |       |
| Medalha de bronze | Mauricio Garrido    | Peru          | 14.45 |       |
| 4                 | Patricio Colarte    | Chile         | 14.54 |       |
| 5                 | Gastón Sayago       | Argentina     | 14.67 |       |
| 6                 | Rodrigo Silva       | Peru          | 14.90 |       |
| 7                 | Steeven Medina      | Equador       | 15.45 |       |

### 400 metros barreiras
25 de setembro
| Posição           | Atleta              | Nacionalidade | Tempo | Notas |
| ----------------- | ------------------- | ------------- | ----- | ----- |
| Medalha de ouro   | Marcio Teles        | Brasil        | 59.26 |       |
| Medalha de prata  | Steeven Medina      | Equador       | 52.98 |       |
| Medalha de bronze | Diego Courbis       | Chile         | 53.51 |       |
| 4                 | Ian Corozo          | Equador       | 53.56 |       |
| 5                 | Claudio Moreira     | Chile         | 54.46 |       |
| 6                 | Juan Miguel Carreño | Peru          | 55.73 |       |

### 3.000 metros com obstáculos
24 de setembro
| Posição           | Atleta               | Nacionalidade | Tempo   | Notas |
| ----------------- | -------------------- | ------------- | ------- | ----- |
| Medalha de ouro   | Daniel do Nascimento | Brasil        | 9:05.40 |       |
| Medalha de prata  | Walter Ñaupa         | Peru          | 9:13.84 |       |
| Medalha de bronze | Gerson Montes de Oca | Equador       | 9:21.95 |       |
| 4                 | Marcelo Silva        | Chile         | 9:23.92 |       |
| 5                 | Javier Silva         | Chile         | 9:37.24 |       |
| 6                 | Richar Calizaya      | Peru          | 9:44.97 |       |
| 7                 | Erick Javiralciva    | Equador       | DNS     |       |
| 7                 | Douglas Nascimento   | Brasil        | DNS     |       |

### Revezamento 4x100 m
24 de setembro
| Posição           | Nacionalidade | Atletas                                                                    | Tempo | Notas |
| ----------------- | ------------- | -------------------------------------------------------------------------- | ----- | ----- |
| Medalha de ouro   | Brasil        | Derick Silva, Rodrigo do Nascimento, Gabriel Constantino, Ricardo de Souza | 39.86 |       |
| Medalha de prata  | Colômbia      | Juan Carlos Moreno, Deivi Díaz, Jhonny Rentería, Raúl Hernan               | 40.70 |       |
| Medalha de bronze | Argentina     | Juan Ulián, Leonel Carrizo, Daniel Londero, Gastón Sayago                  | 41.47 |       |
| 4                 | Equador       | Josué Congo, Carlos Perlaza, Marlon de León, José Pacho                    | 41.53 |       |
| 5                 | Peru          | Jesús Gonzáles, Mauricio Garrido, Jonathan Grande, Diego Tapia             | 42.27 |       |

### Revezamento 4x400 m
25 de setembro
| Posição           | Nacionalidade | Atletas                                                                | Tempo   | Notas |
| ----------------- | ------------- | ---------------------------------------------------------------------- | ------- | ----- |
| Medalha de ouro   | Brasil        | Rodrigo do Nascimento, Marcio Teles, Rafael Francisco, Alexander Russo | 3:13.73 |       |
| Medalha de prata  | Equador       | Jean Jácome, Carlos Peraza, Steeven Medina, Ian Corozo                 | 3:17.23 |       |
| Medalha de bronze | Argentina     | Leonel Carrizo, Sergio Pandiani, Juan Ulián, Leandro Paris             | 3:17.91 |       |
| 4                 | Peru          | Luis Iriarte, Cristian Castro, Miguel Carrero, Paulo Herrera           | 3:19.09 |       |
| 5                 | Chile         | Diego Courbis, Claudio Moreira, Rafael Muñoz, Cristopher Jarpa         | 3:19.76 |       |
| 6                 | Colômbia      |                                                                        | DNS     |       |

### 20 km marcha atlética
24 de setembro
| Posição           | Nacionalidade           | Atletas  | Tempo      | Notas |
| ----------------- | ----------------------- | -------- | ---------- | ----- |
| Medalha de ouro   | Iván Garrido            | Colômbia | 1:24:41.22 |       |
| Medalha de prata  | Kenny Martín Pérez      | Colômbia | 1:25:18.00 |       |
| Medalha de bronze | Paolo Yurivilca         | Peru     | 1:25:18.13 |       |
| 4                 | Pablo Rodríguez         | Bolívia  | 1:25:41.99 |       |
| 5                 | César Augusto Rodríguez | Peru     | 1:25:45.52 |       |
| 6                 | Rodrigo Zevallos        | Bolívia  | 1:34:52.17 |       |
| 7                 | Max Batista dos Santos  | Brasil   | 1:35:50.62 |       |
| 8                 | Bryan Pintado           | Equador  | DNS        |       |
| 8                 | David Velazues          | Equador  | DNS        |       |

### Salto em altura
24 de setembro
| Posição           | Atleta            | Nacionalidade | 1.85 | 1.90 | 1.95 | 2.00 | 2.05 | 2.08 | 2.11 | 2.14 | 2.17 | 2.20 | 2.23 | Resultado | Notas |
| ----------------- | ----------------- | ------------- | ---- | ---- | ---- | ---- | ---- | ---- | ---- | ---- | ---- | ---- | ---- | --------- | ----- |
| Medalha de ouro   | Fernando Ferreira | Brasil        | –    | –    | –    | –    | –    | o    | o    | o    | o    | o    | xxx  | 2.20      |       |
| Medalha de prata  | Daniel Córtez     | Colômbia      | –    | –    | –    | o    | o    | xo   | o    | o    | xo   | xxx  |      | 2.17      |       |
| Medalha de bronze | Jaime Escobar     | Panamá        | –    | o    | –    | o    | xxx  |      |      |      |      |      |      | 2.00      |       |
| 4                 | Julio César Vivas | Equador       | –    | o    | –    | xxo  | xxx  |      |      |      |      |      |      | 2.00      |       |
| 5                 | Rodrigo Silva     | Peru          | xxo  | xo   | ?    | xxx  |      |      |      |      |      |      |      | 1.95      |       |
| 6                 | Jesie Corozo      | Equador       | –    | o    | –    | xxx  |      |      |      |      |      |      |      | 1.90      |       |

### Salto com vara
25 de setembro
| Posição           | Atleta             | Nacionalidade | 4.60 | 4.80 | 4.90 | 5.00 | 5.10 | 5.25 | Resultado | Notas |
| ----------------- | ------------------ | ------------- | ---- | ---- | ---- | ---- | ---- | ---- | --------- | ----- |
| Medalha de ouro   | José Rodolfo Pacho | Equador       | –    | –    | o    | o    | xo   | xxx  | 5.10      |       |
| Medalha de prata  | Bruno Spinelli     | Brasil        | –    | xxo  | o    | xo   | xxx  |      | 5.00      |       |
| Medalha de bronze | Josué Gutierrez    | Peru          | xxo  | –    | o    | xxx  |      |      | 4.90      |       |
| 4                 | Javier Zambrano    | Equador       | –    | xxo  | xxx  |      |      |      | 4.80      |       |
| 5                 | Joaquín León       | Peru          | o    | xxx  |      |      |      |      | 4.60      |       |

### Salto em comprimento
24 de setembro
| Posição           | Atleta               | Nacionalidade | #1   | #2   | #3   | #4   | #5    | #6   | Resultado | Notas |
| ----------------- | -------------------- | ------------- | ---- | ---- | ---- | ---- | ----- | ---- | --------- | ----- |
| Medalha de ouro   | Higor Alves          | Brasil        | 7.80 | x    | x    | x    | x     | x    | 7.80      |       |
| Medalha de prata  | Raúl Mena            | Colômbia      | 7.55 | 7.37 | x    | 7.41 | 7.49w | 7.61 | 7.61      |       |
| Medalha de bronze | Eduardo Landaeta     | Equador       | 7.07 | x    | 7.39 | x    | 7.30  | 7.12 | 7.39      |       |
| 4                 | Brian Agustín López  | Argentina     | 7.09 | 6.81 | x    | x    | x     | x    | 7.09      |       |
| 5                 | José Luis Mandros    | Peru          | x    | 7.05 | x    | 7.06 | x     | x    | 7.06      |       |
| 6                 | Álvaro Cortez        | Chile         | 6.92 | 6.93 | x    | –    | –     | –    | 6.93      |       |
| 7                 | Fabrizio Mautino     | Peru          | 6.62 | x    | x    | x    | 6.79  | x    | 6.79      |       |
| 8                 | Randy Hood           | Chile         | x    | 6.57 | 6.14 | x    | x     | 6.35 | 6.57      |       |
| 9                 | José María Centurión | Paraguai      | 6.28 | 6.19 | x    |      |       |      | 6.28      |       |
| 10 !              | Brayan Castro        | Equador       |      |      |      |      |       |      | DNS       |       |

### Salto triplo
23 de setembro
| Posição           | Atleta           | Nacionalidade | #1    | #2     | #3    | #4    | #5    | #6    | Resultado | Notas |
| ----------------- | ---------------- | ------------- | ----- | ------ | ----- | ----- | ----- | ----- | --------- | ----- |
| Medalha de ouro   | Álvaro Cortez    | Chile         | 15.87 | x      | 15.88 | x     | –     | 15.91 | 15.91     |       |
| Medalha de prata  | Randy Hood       | Chile         | 14.75 | 15.75  | 15.49 | x     | –     | 15.39 | 15.75     |       |
| Medalha de bronze | Mateus de Sá     | Brasil        | 15.34 | x      | 15.54 | x     | x     | 15.40 | 15.54     |       |
| 4                 | Frixon Chila     | Equador       | 14.91 | 13.54  | 14.74 | –     | –     | 14.39 | 14.91     |       |
| 5                 | Jesie Corozo     | Equador       | 14.51 | 14.10w | 13.34 | 14.30 | 14.84 | 14.46 | 14.84     |       |
| 6                 | Augusto Miró     | Peru          | x     | 14.65  | 14.46 | x     | x     | x     | 14.65     |       |
| 7                 | Fabrizio Mautino | Peru          | x     | x      | 14.55 | 14.19 | x     | 14.09 | 14.55     |       |

### Arremesso de peso
24 de setembro
| Posição           | Atleta           | Nacionalidade | #1    | #2    | #3    | #4    | #5    | #6    | Resultado | Notas |
| ----------------- | ---------------- | ------------- | ----- | ----- | ----- | ----- | ----- | ----- | --------- | ----- |
| Medalha de ouro   | Willian Dourado  | Brasil        | 18.25 | 18.71 | 18.54 | 18.41 | 18.08 | 18.99 | 18.99     |       |
| Medalha de prata  | Daniel Castillo  | Chile         | 16.40 | x     | 15.96 | x     | 15.25 | 15.31 | 16.40     |       |
| Medalha de bronze | Sebastián Lazen  | Chile         | 16.39 | 16.34 | x     | x     | 16.32 | 16.34 | 16.39     |       |
| 4                 | Eduardo Espín    | Equador       | 16.17 | 16.01 | 15.86 | 16.25 | 15.42 | 15.88 | 16.25     |       |
| 5                 | Ignacio Carballo | Argentina     | 15.71 | x     | 15.89 | 16.12 | 15.11 | x     | 16.12     |       |

### Lançamento de disco
25 de setembro
| Posição           | Atleta                | Nacionalidade | #1    | #2    | #3    | #4    | #5    | #6    | Resultado | Notas |
| ----------------- | --------------------- | ------------- | ----- | ----- | ----- | ----- | ----- | ----- | --------- | ----- |
| Medalha de ouro   | Mauricio Ortega       | Colômbia      | 57.52 | 56.12 | 55.01 | 57.60 | x     | 56.12 | 57.60     |       |
| Medalha de prata  | Douglas dos Reis      | Brasil        | 49.00 | 52.76 | 50.97 | x     | x     | x     | 52.76     |       |
| Medalha de bronze | José Miguel Ballivian | Chile         | 50.92 | 51.83 | 50.57 | 51.44 | 49.19 | x     | 51.83     |       |
| 4                 | Eduardo Quintero      | Equador       | x     | x     | 48.39 | 49.76 | 47.15 | 47.59 | 49.76     |       |
| 5                 | Rodrigo Cárdenas      | Chile         | 43.75 | x     | x     | 46.81 | 42.68 | 48.70 | 48.70     |       |
| 6                 | Nicolas Piriz         | Uruguai       | 43.85 | 42.17 | 48.86 | 45.54 | 47.84 | 45.49 | 48.68     | [ 5 ] |
| 7                 | Ignacio Carballo      | Argentina     | 46.59 | 45.85 | 46.01 | 44.77 | 45.99 | 47.42 | 47.42     |       |
| 8                 | Stefano Paz           | Peru          | 44.63 | x     | 45.82 | 42.22 | 43.19 | 42.08 | 45.82     |       |

### Lançamento de martelo
24 de setembro
| Posição           | Atleta                 | Nacionalidade | #1    | #2    | #3    | #4    | #5    | #6    | Resultado | Notas |
| ----------------- | ---------------------- | ------------- | ----- | ----- | ----- | ----- | ----- | ----- | --------- | ----- |
| Medalha de ouro   | Humberto Mansilla      | Chile         | 72.67 | x     | 72.11 | 71.38 | 70.71 | x     | 72.67     | ,     |
| Medalha de prata  | Joaquín Gómez          | Argentina     | 69.83 | 71.56 | 68.67 | x     | x     | 69.73 | 71.56     |       |
| Medalha de bronze | Gabriel Kher           | Chile         | 67.62 | 69.29 | 67.82 | 68.57 | x     | 69.80 | 69.80     |       |
| 4                 | Juan Cruz              | Argentina     | x     | x     | 57.29 | 55.46 | 59.63 | 57.28 | 59.63     |       |
| 5                 | Stalin Rodríguez       | Equador       | 55.79 | 55.59 | x     | 54.95 | x     | 57.73 | 57.73     |       |
| 6                 | Daniel Athanasio Silva | Brasil        | x     | 56.45 | x     | x     | 55.08 | x     | 56.45     |       |

### Lançamento de dardo
23 de setembro
| Posição           | Atleta                | Nacionalidade | #1    | #2    | #3    | #4    | #5    | #6    | Resultado | Notas |
| ----------------- | --------------------- | ------------- | ----- | ----- | ----- | ----- | ----- | ----- | --------- | ----- |
| Medalha de ouro   | Francisco Muse        | Chile         | 66.44 | 70.80 | 65.87 | x     | 70.51 | 71.84 | 71.84     |       |
| Medalha de prata  | Giovanni Díaz         | Paraguai      | 70.89 | 70.81 | x     | 70.82 | x     | 67.12 | 70.89     |       |
| Medalha de bronze | Pedro Luiz Barros     | Brasil        | x     | 66.37 | 66.23 | 66.53 | 69.42 | 67.55 | 69.42     |       |
| 4                 | Andrés Valencia       | Colômbia      | 65.04 | 66.74 | 68.62 | 65.82 | x     | 66.85 | 68.62     |       |
| 5                 | Santiago de la Fuente | Chile         | 62.57 | 60.30 | 59.13 | 62.21 | 62.53 | x     | 62.57     |       |
| 6                 | Carlos Tuarez         | Equador       | 57.08 | 57.71 | 58.96 | x     | x     | x     | 58.96     |       |
| 7                 | Nicolas Gonzales      | Paraguai      | 55.30 | 55.47 | 54.81 | 54.06 | 56.74 | 53.87 | 56.74     |       |
| 8                 | Anthony Paz           | Peru          | 53.37 | 51.03 | x     | x     | 51.21 | 47.60 | 53.37     |       |

### Decatlo
23 – 24 de setembro
| Pos.              | Atleta          | Nacionalidade | 100 m | SD   | AP    | SA   | 400 m | 110 m C/B | AD    | SV   | LD    | 1500 m  | PG   | Notas |
| ----------------- | --------------- | ------------- | ----- | ---- | ----- | ---- | ----- | --------- | ----- | ---- | ----- | ------- | ---- | ----- |
| Medalha de ouro   | Andy Preciado   | Equador       | 11.50 | 6.43 | 13.67 | 2.04 | 53.27 | 15.23     | 44.89 | 4.00 | 55.89 | 4:48.34 | 7162 |       |
| Medalha de prata  | Alex Soares     | Brasil        | 11.37 | 7.38 | 14.23 | 1.95 | 52.18 | 15.16     | 41.99 | 4.10 | 55.45 | 5:45.74 | 7079 |       |
| Medalha de bronze | Sergio Pandiani | Argentina     | 11.37 | 6.75 | 12.06 | 1.86 | 50.90 | 15.42     | 38.02 | 3.90 | 48.98 | 4:24.49 | 6968 |       |
| 4                 | César Jofer     | Chile         | 11.07 | 6.90 | 14.44 | 1.92 | 51.84 | 15.91     | 38.90 | NM   | 49.53 | 5:09.60 | 6326 |       |
| 5                 | José Pacho      | Equador       | DNS   | –    | –     | –    | –     | –         | –     | –    | –     | –       | 6326 |       |

## Resultado feminino

### 100 metros
24 de setembro
Vento: 0.0 m/s
| Posição           | Atleta              | Nacionalidade | Tempo | Notas  |
| ----------------- | ------------------- | ------------- | ----- | ------ |
| Medalha de ouro   | Evelyn Rivera       | Colômbia      | 11.74 |        |
| Medalha de prata  | Khaterine Chillambo | Equador       | 12.02 | 12.012 |
| Medalha de bronze | Javiera Cañas       | Chile         | 12.02 | 12.018 |
| 4                 | Tamiris de Liz      | Brasil        | 12.17 |        |
| 5                 | Diana Bazalar       | Peru          | 12.26 |        |
| 6                 | Gabriela Delgado    | Peru          | 12.46 |        |
| 7                 | Lize Marlene López  | Paraguai      | 12.63 |        |

### 200 metros
25 de setembro
Vento: 0.0 m/s
| Posição           | Atleta                | Nacionalidade | Tempo | Notas |
| ----------------- | --------------------- | ------------- | ----- | ----- |
| Medalha de ouro   | Vitória Cristina Rosa | Brasil        | 23.95 |       |
| Medalha de prata  | Evelyn Rivera         | Colômbia      | 24.01 |       |
| Medalha de bronze | Romina Cifuentes      | Equador       | 24.50 |       |
| 4                 | Javiera Cañas         | Chile         | 25.23 |       |
| 5                 | Gabriela Delgado      | Peru          | 26.02 |       |
| 6                 | Lize Marlene López    | Paraguai      | 26.82 |       |
| 7                 | Jimena Copara         | Peru          | DNS   |       |
| 7                 | Evelyn de Paula       | Brasil        | DNS   |       |

### 400 metros
24 de setembro
| Posição           | Atleta          | Nacionalidade | Tempo | Notas |
| ----------------- | --------------- | ------------- | ----- | ----- |
| Medalha de ouro   | Astrid Balanta  | Colômbia      | 54.45 |       |
| Medalha de prata  | Eliana Chávez   | Colômbia      | 54.48 |       |
| Medalha de bronze | Tania Caicedo   | Equador       | 56.08 |       |
| 4                 | Jimena Copara   | Peru          | 56.38 |       |
| 5                 | Deyarina Ortiz  | Equador       | 57.56 |       |
| 6                 | Fatima Amarilla | Paraguai      | 59.03 |       |
| 7                 | Daysiellen Dias | Brasil        | 59.18 |       |

### 800 metros
24 de setembro
| Posição           | Atleta          | Nacionalidade | Tempo   | Notas |
| ----------------- | --------------- | ------------- | ------- | ----- |
| Medalha de ouro   | Pía Fernández   | Uruguai       | 2:08.83 |       |
| Medalha de prata  | Johanna Arrieta | Colômbia      | 2:09.76 |       |
| Medalha de bronze | Johanna Castro  | Chile         | 2:12.45 |       |
| 4                 | Jaqueline Weber | Brasil        | 2:13.75 |       |
| 5                 | Jenifer Mendez  | Equador       | 2:13.86 |       |
| 6                 | Denisse Mejía   | Peru          | 2:17.45 |       |
| 7                 | Fatima Amarilla | Paraguai      | 2:17.66 |       |
| 8                 | Lucy Pérez      | Peru          | 2:19.22 |       |

### 1.500 metros
23 de setembro
| Posição           | Atleta             | Nacionalidade | Tempo   | Notas |
| ----------------- | ------------------ | ------------- | ------- | ----- |
| Medalha de ouro   | Pía Fernández      | Uruguai       | 4:24.51 |       |
| Medalha de prata  | Zulema Arenas      | Peru          | 4:25.46 |       |
| Medalha de bronze | Carmen Toaquiza    | Equador       | 4:26.87 |       |
| 4                 | Katherine Tisalema | Equador       | 4:26.91 |       |
| 5                 | Lucy Pérez         | Peru          | 4:49.76 |       |
| 6                 | Luz Paco           | Bolívia       | 5:10.64 |       |
| 7                 | Jaqueline Weber    | Brasil        | DNF     |       |

### 5.000 metros
25 de setembro
| Posição           | Atleta           | Nacionalidade | Tempo    | Notas                 |
| ----------------- | ---------------- | ------------- | -------- | --------------------- |
| Medalha de ouro   | Saida Meneses    | Peru          | 16:34.66 | Recorde do campeonato |
| Medalha de prata  | Irma Vila        | Bolívia       | 16:44.87 |                       |
| Medalha de bronze | Carmen Toaquiza  | Equador       | 16:47.34 |                       |
| 4                 | Jessica Paguay   | Equador       | 16:52.45 |                       |
| 5                 | Rina Cjuro       | Peru          | 17:12.24 |                       |
| 6                 | Jhoselin Camargo | Bolívia       | 17:34.10 |                       |
| 7                 | Jessica Soares   | Brasil        | 17:46.09 |                       |
| 8                 | Maria Añaszco    | Paraguai      | 18:33.03 |                       |
| 9                 | Belén Casetta    | Argentina     | DNS      |                       |

### 10.000 metros
23 de setembro
| Posição           | Atleta           | Nacionalidade | Tempo    | Notas                 |
| ----------------- | ---------------- | ------------- | -------- | --------------------- |
| Medalha de ouro   | Jessica Paguay   | Equador       | 35:10.63 | Recorde do campeonato |
| Medalha de prata  | Saida Ramos      | Peru          | 35:52.81 |                       |
| Medalha de bronze | Sunilda Lozano   | Peru          | 36:10.55 |                       |
| 4                 | Jessica Soares   | Brasil        | 37:16.23 |                       |
| 5                 | Jhoselin Camargo | Bolívia       | 38:57.39 |                       |

### 100 metros barreiras
24 de setembro
Vento: +0.0 m/s
| Posição           | Atleta               | Nacionalidade | Tempo | Notas                 |
| ----------------- | -------------------- | ------------- | ----- | --------------------- |
| Medalha de ouro   | Diana Bazalar        | Peru          | 13.52 | Recorde do campeonato |
| Medalha de prata  | Maribel Caicedo      | Equador       | 13.85 |                       |
| Medalha de bronze | Natalia Pinzón       | Colômbia      | 14.01 |                       |
| 4                 | Ana Rafaela da Costa | Brasil        | 14.29 |                       |
| 5                 | Leonela Graciani     | Argentina     | 14.59 |                       |

### 400 metros barreiras
25 de setembro
| Posição           | Atleta             | Nacionalidade | Tempo   | Notas |
| ----------------- | ------------------ | ------------- | ------- | ----- |
| Medalha de ouro   | Melissa González   | Colômbia      | 59.26   |       |
| Medalha de prata  | Dandaduea da Silva | Brasil        | 1:01.11 |       |
| Medalha de bronze | Virginia Villalba  | Equador       | 1:01.58 |       |
| 4                 | Diana Bazalar      | Peru          | 1:02.25 |       |
| 5                 | Fatima Amarilla    | Paraguai      | 1:04.28 |       |
| 6                 | Esperanza Manrique | Peru          | 1:06.64 |       |

### 3.000 metros com obstáculos
24 de setembro
| Posição           | Atleta             | Nacionalidade | Tempo    | Notas                 |
| ----------------- | ------------------ | ------------- | -------- | --------------------- |
| Medalha de ouro   | Belén Casetta      | Argentina     | 10:05.30 | Recorde do campeonato |
| Medalha de prata  | Zulema Arenas      | Peru          | 10:05.43 |                       |
| Medalha de bronze | Rina Cjuro         | Peru          | 10:26.51 |                       |
| 4                 | Katherine Tisalema | Equador       | 10:34.16 |                       |
| 5                 | Erika Pilicita     | Equador       | 10:58.50 |                       |
| 6                 | Edith Mamani       | Bolívia       | 11:12.12 |                       |
| 7                 | Antonia Barros     | Brasil        | 11:28.46 |                       |

### Revezamento 4x100 m
24 de setembro
| Posição           | Nacionalidade | Atletas                                                                  | Tempo | Notas |
| ----------------- | ------------- | ------------------------------------------------------------------------ | ----- | ----- |
| Medalha de ouro   | Equador       | Mariana Poroso, Romina Cifuentes, Katherine Chillambo, Maribel Caicedo   | 45.13 |       |
| Medalha de prata  | Brasil        | Vitória Cristina Rosa, Tamiris de Liz, Mariana Ferreira, Evelyn de Paula | 45.74 |       |
| Medalha de bronze | Peru          | Jimena Copara, Diana Bazalar, Mariana Macarachvili, Gabriela Delgado     | 47.72 |       |
| 4                 | Chile         | Nicola Torres, Javiera Cañas, Fernanda Carabias, Macarena Borie          | 48.71 |       |
| 5                 | Colômbia      | Melissa González, Evelyn Rivera, Natalia Pinzón, Astrid Balanta          | DNF   |       |

### Revezamento 4x400 m
25 de setembro
| Posição           | Nacionalidade | Atletas                                                                       | Tempo   | Notas |
| ----------------- | ------------- | ----------------------------------------------------------------------------- | ------- | ----- |
| Medalha de ouro   | Colômbia      | Melissa González, Evelyn Rivera, Natalia Pinzón, Astrid Balanta               | 3:42.19 |       |
| Medalha de prata  | Brasil        | Daysiellen Dias, Tiffani Beatriz da Silva, Karina da Rosa, Dandadeua da Silva | 3:47.14 |       |
| Medalha de bronze | Equador       | Virginia Villalba, Deyanira Ortiz, Coraima Cortez, Tania Caicedo              | 3:51.55 |       |
| 4                 | Peru          | Esperanza Manrique, Denisse Mejias, Gabriela Delgado, Jimena Copara           | 3:53.55 |       |
| 5                 | Chile         | Catalina Ossa, Nicola Torres, Johanna Castro, Javiera Brahm                   | 4:22.47 |       |

### 20 km marcha atlética
25 de setembro
| Posição           | Atleta            | Nacionalidade | Tempo      | Notas |
| ----------------- | ----------------- | ------------- | ---------- | ----- |
| Medalha de ouro   | Sara Pulido       | Colômbia      | 1:39:14.27 |       |
| Medalha de prata  | Leyde Guerra      | Colômbia      | 1:40:29.49 |       |
| Medalha de bronze | Odeth Huanca      | Bolívia       | 1:41:18.28 |       |
| 4                 | Karla Jaramillo   | Equador       | 1:43:19.78 |       |
| 5                 | Karina Moreira    | Brasil        | 2:02:47.15 |       |
| 6                 | Carolina Sarapura | Bolívia       | DNS        |       |
| 6                 | Jessica Hancco    | Peru          | DNS        |       |

### Salto em altura
24 de setembro
| Posição           | Atleta                 | Nacionalidade | 1.55 | 1.60 | 1.65 | 1.70 | 1.73 | 1.76 | 1.79 | Resultado | Notas |
| ----------------- | ---------------------- | ------------- | ---- | ---- | ---- | ---- | ---- | ---- | ---- | --------- | ----- |
| Medalha de ouro   | Lorena Aires           | Uruguai       | –    | –    | –    | o    | o    | o    | xxx  | 1.76      |       |
| Medalha de prata  | Julia Cristina Silva   | Brasil        | –    | –    | o    | o    | o    | xxo  | xxx  | 1.76      |       |
| Medalha de bronze | María Fernanda Murillo | Colômbia      | –    | o    | o    | xo   | o    | xo   | xxx  | 1.76      | [ 6 ] |
| 4                 | Catalina Ossa          | Chile         | o    | o    | xo   | o    | xo   | xxx  |      | 1.73      |       |
| 5                 | Mishelle Sanchez       | Equador       | –    | o    | xo   | xxx  |      |      |      | 1.65      |       |
| 6                 | Nicola Torres          | Chile         | –    | o    | xxo  | xxx  |      |      |      | 1.65      |       |
| 7                 | Alejandra Arévalo      | Peru          | o    | o    | xxx  |      |      |      |      | 1.60      |       |

### Salto com vara
24 de setembro
| Posição           | Atleta            | Nacionalidade | 3.00 | 3.15 | 3.30 | 3.45 | 3.60 | 3.70 | 3.80 | 3.90 | Resultado | Notas |
| ----------------- | ----------------- | ------------- | ---- | ---- | ---- | ---- | ---- | ---- | ---- | ---- | --------- | ----- |
| Medalha de ouro   | Juliana Campos    | Brasil        | –    | –    | –    | –    | o    | o    | o    | xo   | 3.90      |       |
| Medalha de prata  | Noelina Madarieta | Argentina     | –    | –    | –    | –    | xo   | xxo  | xo   | xxx  | 3.80      |       |
| Medalha de bronze | Ana Quiñonez      | Equador       | –    | –    | o    | o    | xxo  | xo   | xo   | xxx  | 3.80      |       |
| 4                 | Fernanda Carabias | Chile         | –    | –    | o    | o    | xo   | o    | xxx  |      | 3.70      |       |
| 5                 | Alejandra Arévalo | Peru          | –    | –    | –    | –    | xo   | xo   | xxx  |      | 3.70      |       |
| 6                 | Gina Lucero       | Peru          | o    | o    | o    | xxx  |      |      |      |      | 3.30      |       |

### Salto em comprimento
24 de setembro
| Posição           | Atleta                  | Nacionalidade | Resultado | Notas |
| ----------------- | ----------------------- | ------------- | --------- | ----- |
| Medalha de ouro   | Claudine Paola de Jesus | Brasil        | 5.95      |       |
| Medalha de prata  | Macarena Borie          | Chile         | 5.69      |       |
| Medalha de bronze | Alejandra Arévalo       | Peru          | 5.60      |       |
| 4                 | Adriana Chila           | Equador       | 5.57      |       |

### Salto triplo
23 de setembro
| Posição           | Atleta                  | Nacionalidade | Resultado | Notas            |
| ----------------- | ----------------------- | ------------- | --------- | ---------------- |
| Medalha de ouro   | Claudine Paola de Jesus | Brasil        | 13.12     |                  |
| Medalha de prata  | Adriana Chila           | Equador       | 13.09     |                  |
| Medalha de bronze | Valeria Quispe          | Bolívia       | 12.74     |                  |
| 4                 | Jenifer Canchingre      | Equador       | 12.69     |                  |
| 5                 | Lizel Gomez             | Paraguai      | 12.57     | Recorde nacional |

### Arremesso de peso
24 de setembro
| Posição           | Atleta           | Nacionalidade | Resultado | Notas |
| ----------------- | ---------------- | ------------- | --------- | ----- |
| Medalha de ouro   | Izabela da Silva | Brasil        | 16.25     |       |
| Medalha de prata  | Yerlín Mesa      | Colômbia      | 15.13     |       |
| Medalha de bronze | Grace Conley     | Bolívia       | 14.87     |       |
| 4                 | Ailen Armada     | Argentina     | 14.14     |       |
| 5                 | Dayna Toledo     | Chile         | 14.03     |       |
| 6                 | Jessica Molina   | Equador       | 13.67     |       |
| 7                 | Lubia Asencio    | Peru          | 13.19     |       |
| 8                 | Catalina Bravo   | Chile         | 12.23     |       |
| 9                 | Ginger Quintero  | Equador       | 11.72     |       |

### Lançamento de disco
25 de setembro
| Posição           | Atleta           | Nacionalidade | #1    | #2    | #3    | #4    | #5    | #6    | Resultado | Notas |
| ----------------- | ---------------- | ------------- | ----- | ----- | ----- | ----- | ----- | ----- | --------- | ----- |
| Medalha de ouro   | Izabela da Silva | Brasil        | 44.72 | x     | 48.78 | 53.04 | 51.48 | 52.09 | 53.04     |       |
| Medalha de prata  | Ailen Armada     | Argentina     | 47.32 | 43.90 | 45.63 | 46.33 | 51.24 | 49.09 | 51.24     |       |
| Medalha de bronze | Lara Capurro     | Argentina     | 44.39 | 41.98 | 46.27 | x     | 45.94 | 44.66 | 46.27     |       |
| 4                 | Catalina Bravo   | Chile         | 40.82 | 42.62 | 44.11 | x     | x     | x     | 44.11     |       |
| 5                 | Claudia Escobar  | Chile         | x     | 42.70 | x     | 40.00 | 42.66 | 43.66 | 43.56     | [ 7 ] |
| 6                 | Lubia Asencio    | Peru          | x     | 29.15 | 32.28 | 30.46 | x     | x     | 32.28     |       |
| 7                 | Jenny Mina       | Equador       |       |       |       |       |       |       | DNS       |       |

### Lançamento de martelo
24 de setembro
| Posição           | Atleta            | Nacionalidade | Resultado | Notas |
| ----------------- | ----------------- | ------------- | --------- | ----- |
| Medalha de ouro   | Mayra Gaviria     | Colômbia      | 61.55     |       |
| Medalha de prata  | Paola Miranda     | Paraguai      | 59.54     |       |
| Medalha de bronze | Paola Miranda     | Brasil        | 56.39     |       |
| 4                 | Mariana García    | Chile         | 55.61     |       |
| 5                 | Ana María Vasquez | Peru          | 54.20     |       |
| 6                 | Jenny Mina        | Equador       | 53.81     |       |
| 7                 | Katherine Ayovi   | Equador       | 49.32     |       |

### Lançamento de dardo
23 de setembro
| Posição           | Atleta            | Nacionalidade | Resultado | Notas |
| ----------------- | ----------------- | ------------- | --------- | ----- |
| Medalha de ouro   | Edivania Araújo   | Brasil        | 55.94     |       |
| Medalha de prata  | Laura Aredes      | Paraguai      | 50.91     |       |
| Medalha de bronze | Valentina Salazar | Chile         | 49.23     |       |
| 4                 | María Mello       | Uruguai       | 48.69     |       |
| 5                 | Dominella Arias   | Argentina     | 47.24     |       |
| 6                 | Jimena Gómez      | Peru          | 45.56     |       |
| 7                 | Ayra Valdivia     | Peru          | 42.79     |       |

### Heptatlo
24 a 25 de setembro
| Colocação         | Atleta             | Nacionalidade | 100 m C/B | SA   | AP    | 200 m | SD   | LD    | 800 m   | Total | Notas |
| ----------------- | ------------------ | ------------- | --------- | ---- | ----- | ----- | ---- | ----- | ------- | ----- | ----- |
| Medalha de ouro   | Fiorella Chiappe   | Argentina     | 14.08     | 1.67 | 11.09 | 25.55 | 5.39 | 35.17 | 2:30.76 | 5149  |       |
| Medalha de prata  | Martina Corra      | Argentina     | 14.62     | 1.55 | 11.97 | 25.38 | 5.17 | 40.12 | 2:30.66 | 5042  |       |
| Medalha de bronze | Karen Lopes        | Brasil        | 14.45     | 1.55 | 10.97 | 25.50 | 5.36 | 40.12 | 2:33.40 | 5009  |       |
| 4                 | Javiera Brahm      | Chile         | 14.55     | 1.43 | 11.90 | 25.78 | 5.34 | 28.16 | 2:31.41 | 4685  |       |
| 5                 | Jenifer Canchingre | Equador       | 15.31     | 1.49 | 11.19 | 26.72 | 5.29 | 35.91 | 2:41.91 | 4534  |       |
| 6                 | Kimberly Cardoza   | Peru          | 15.26     | 1.58 | 10.27 | 25.95 | 5.01 | NM    | 2:24.63 | 4193  |       |

Legenda
| Recorde mundial       | Recorde mundial (World record)               |                       | Recorde africano                      | Recorde africano (African) |                                           | Q | Classificado por posição (Qualified) |
| Recorde do campeonato | Recorde do campeonato (Championship record)  | Recorde da América    | Recorde da América (Americas)         | q                          | Classificado por melhor tempo (Qualified) |   |                                      |
| Melhor marca do ano   | Melhor marca do ano (World leading)          | Recorde asiático      | Recorde asiático (Asian)              | DNS                        | Não largou (Did not start)                |   |                                      |
| Recorde nacional      | Recorde nacional (National record)           | Recorde europeu       | Recorde europeu (European)            | DNF                        | Não terminou (Did not finish)             |   |                                      |
| Recorde pessoal       | Recorde pessoal do atleta (Personal best)    | Recorde da Oceania    | Recorde da Oceania (Oceania)          | DSQ / DQ                   | Desclassificado (Disqualified)            |   |                                      |
| Recorde da temporada  | Recorde da temporada do atleta (Season best) | Recorde sul-americano | Recorde sul-americano (South America) | NM                         | Sem marca (No mark)                       |   |                                      |